# Ренчишов
Ренчишов (слч. Renčišov) насељено је мјесто са административним статусом сеоске општине (слч. obec) у округу Сабинов, у Прешовском крају, Словачка Република.

## Становништво
| Година:    | 1994. | 2004.   | 2014.   | 2024.   |
| ---------- | ----- | ------- | ------- | ------- |
| Број људи: | 184   | 178     | 172     | 171     |
| Разлика:   |       | -3,26 % | -3,37 % | -0,58 % |

| Година:    | 2023. | 2024.   |
| ---------- | ----- | ------- |
| Број људи: | 176   | 171     |
| Разлика:   |       | -2,84 % |

Према подацима о броју становника из 2011. године насеље је имало 178 становника.